# أحمد مساعد حسين العولقي
أحمد مساعد حسين العَوْلَقي سياسي وعسكري وشاعر يمني مخضرم تعود أصوله لمحافظة شبوة جنوب اليمن التي كانت تعرف بجمهورية اليمن الديمقراطية الشعبية قبل الوحدة مع الجمهورية العربية اليمنية عام 1990م.

## ولادته ونشأته
ولد في العام 1946م بمنطقة جباه، مديرية نصاب بمحافظة شبوة. بدأ دراسته الأبتدائية في عدن التي أهلته للالتحاق بأرام بوليس وبعد قيام ثورة 14 أكتوبر التحق بالجبهة القومية كمناضل وفدائي في عدن وشارك بدور كبير في الثورة حتى نال اليمن الجنوبي الاستقلال من الاحتلال البريطاني في 30 نوفمبر 1967م.

## المناصب التي تولاها
تولى عدة مناصب في فترة جمهورية اليمن الديمقراطية الشعبية أبرزها:
- عُين مأموراً لمديرية نصاب كما عين أيضا محافظاً للمحافظة الرابعة عام 1974م، ومحافظ للمحافظة السادسة عام 1976م.
- محافظ شبوة في السبعينيات
- انتخب عضواً في اللجنة المركزية، ثم انتخب عضواً في مجلس الشعب الأعلى ولثلاث دورات متتالية.
- عين رئيساً للجنة العليا للرقابة الشعبية في ابريل عام 1980م.
- رئيس جهاز أمن الدولة ثم صعد إلى عضوية المكتب السياسي للحزب الاشتراكي اليمني عام 1985.

و في أحداث 13 يناير 1986 كان ضمن صفوف الرئيس علي ناصر محمد، الطرف الذي خسر الصراع، فنزح لليمن الشمالية واستقر في صنعاء حتى تحقيق الوحدة عام 1990 وفي حرب صيف 1994 كان ضمن القوات الحكومية التي اجتاحت الجنوب وأفشلت الانفصال الذي أعلنه علي سالم البيض. وبعد ذلك تولى المناصب التالية:
- وزير للنقل في حكومة العطار المؤقتة (مايو 1994-اكتوبر1994) بدلاً عن صالح عبيد أحمد.[3]

- وزير للنقل في حكومة عبد العزيز عبد الغني (اكتوبر 1994-مايو 1997).[4]

- محافظ محافظة ريمة 2004 - 2008. حيث صدر في 2 أبريل القرار الجمهوري رقم 57 لعام 2004م قضى بتعيينه محافظاً لمحافظة ريمة كأول محافظ للمحافظة بعد تشكيلها. [5]
- وزير شؤون المغتربين 2009 -2011، حيث صدر في 19 م2008 صدر القرار الجمهوري رقم (99) لسنة 2008م قضى بإجراء تعديل وزاري في حكومة الدكتور علي محمد مجور وتعين بموجبه وزيرا لشؤون المغتربين.[6]
- عضو مؤتمر الحوار الوطني 2012 [7]
- رئيس الهيئة الشعبية بمحافظة شبوة.[8][9]

## وفاته
توفي فجر يوم الاثنين 29 أبريل 2024 في مستشفى السلطان قابوس في مدينة صلالة بسلطنة عمان، إثر نوبة قلبية.